# 316
| 316                |
| ------------------ |
| Dødsfald - Fødsler |
|                    |

| Gregoriansk kalender | 316 CCCXVI              |
| Ab urbe condita      | 1069                    |
| Armensk kalender     | I/T                     |
| Kinesiske kalender   | 3012 – 3013 乙亥 – 丙子 |
| Etiopisk kalender    | 308 – 309               |
| Jødisk kalender      | 4076 – 4077             |
| Hindukalendere       |                         |
| - Vikram Samvat      | 371 – 372               |
| - Shaka Samvat       | 238 – 239               |
| - Kali Yuga          | 3417 – 3418             |
| Iransk kalender      | 306 BP – 305 BP         |
| Islamisk kalender    | 316 BH – 315 BH         |

## Født
- Skt. Morten, Sabaria, Ungarn (ikke helt sikkert dette år, men mange kilder siger "ca. 316")

## Dødsfald
- Skt. Blasius, biskop og martyr med mindedag 3. februar.